# مایه دره سی
مایه دره سی یک روستا در ایران است که در دهستان قشلاق شرقی واقع شده‌است. مایه دره سی ۵۰ نفر جمعیت دارد.